# Квинт Тиней Руф (консул 182 г.)
Квинт Тиней Руф (на латински: Quintus Tineius Rufus) e политик и сенатор на Римската империя през 2 век.

## Биография
Фамилията му произлиза вероятно от Volaterrae (Волтера) в Етрурия. Син е на Квинт Тиней Сакердот (консул 158 г.) и внук на Квинт Тиней Руф (суфектконсул 127 г.). Брат е на Квинт Тиней Клемент (консул 195 г.) и Квинт Тиней Сакердот (суфектконсул 192 и консул 219 г.).
През 182 г. Руф е консул заедно с Марк Петроний Сура Мамертин.